# Esmeraldas (Minas Gerais)
Esmeraldas é um município brasileiro no estado de Minas Gerais, Região Sudeste do país. Localiza-se na Região Metropolitana de Belo Horizonte e ocupa uma área de cerca de 910 km², sendo que 55 km² estão em perímetro urbano. Sua população foi estimada em 91 573 habitantes em 2024.

## História
A colonização da região teve inicio no século XVII, com a chegada do bandeirante paulista Fernão Dias Paes Leme. Os irmãos Coelho faziam parte da expedição e instalaram-se na região, que era propicia para a agricultura e pecuária.
A região foi elevada a distrito, com a denominação de Santa Quitéria em 1832/1891 e subordinado ao município de Sabará, tornou-se vila pela lei estadual nº 319 de 16 de setembro de 1901 e recebeu status de cidade em 1925. A partir de 1943 recebeu a sua denominação atual.

## Geografia

### Demografia
Sua população recenseada em 2022 era de 85 598 habitantes, dos quais 43 170 (50,43%) eram mulheres e 42 428 (49,57%) homens.

## Turismo
O município apresenta diversos atrativos turísticos. É conhecido pelo seu pão de queijo assado na folha de bananeira. No que tange ao turismo ecológico, há a trilha Caminho de Santa Quitéria, que liga Esmeraldas a Betim.
Dentre os prédios históricos há a Matriz de Santa Quitéria, em estilo modernista; o Casarão da Vereda; a Capela Santana Andiroba; a Praça Sadi Alves Vieira; e o Casarão da Fazenda Santo Antônio, que foi residência do Visconde de Caeté, o primeiro presidente da província de Minas Gerais. Há também um Cristo Redentor na cidade.